# بروس ماكليستر (مؤلف)
بروس ماكليستر (بالإنجليزية: Bruce McAllister)‏ (17 أكتوبر 1946، بالتيمور في الولايات المتحدة)؛ شاعر وروائي أمريكي.